# 真皮

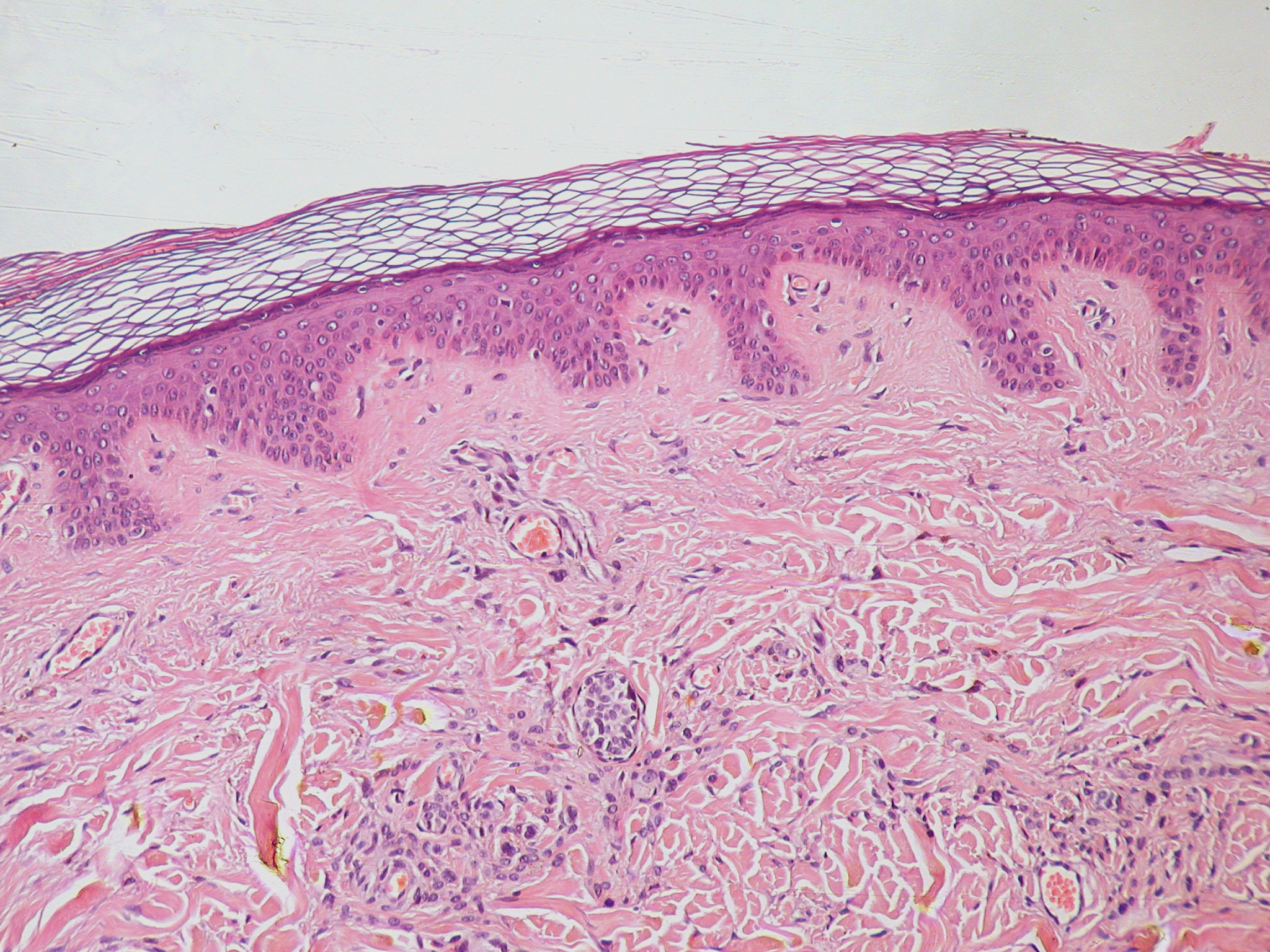
皮膚組織在顯微鏡下的橫切面

皮肤上皮与底层结缔组织之间分界面的图解。

真皮層（英語：dermis）是位于表皮与皮下组织之间的一层皮肤，其由两层组成——乳头层与网状层。真皮的结构组成是膠原蛋白、弹性纤维以及基质。汗腺、皮脂腺、頂泌腺、毛囊都起源于真皮 。